# Oasi naturalistica Bacino Costiero Acquatina
L'Oasi naturalistica Bacino Costiero Acquatina è una zona costiera umida con una superficie di 100 ettari, sita in Puglia, nel comune di Lecce. Il bacino di acqua salmastra ricopre una superficie di 45 ettari e si estende per 2 km in posizione retrodunale. 

## Notizie generali
Il Bacino di Acquatina. insieme al territorio circostante è gestito dal Dipartimento di Scienze e Tecnologie Biologiche ed Ambientali dell'Università del Salento.
L'oasi naturalistica presenta le condizioni naturali delle zone salmastre. Tra le specie vegetali sono presenti gli arbusti della macchia mediterranea, la steppa salata e diverse specie di orchidee spontanee. Tra le specie animali è presente un'abbondante e pregiata ittiofauna.

## Specie vegetali
Le specie vegetali presenti sono numerose e varie:
- Asparago spinoso
- Astro marino
- Bietola
- Canna palustre
- Cisto marino
- Dafne
- Euforbia
- Fico degli Ottentotti
- Fillirea
- Finocchio marino
- Giglio di mare
- Ginepro coccolone
- Giunco comune
- Gramigna delle spiagge
- Leccio
- Lentisco
- Mirto
- Ofride
- Olivo
- Piantaggine
- Pino marittimo
- Poligala
- Porcellana comune
- Ravastrello
- Tamerice

## Specie animali

### Specie animali acquatiche
- Anguilla
- Balano
- Bavosa pavone
- Biscia d'acqua
- Capone gallinella
- Cefalo
- Corvina
- Dentice
- Donzella
- Gambero imperiale
- Ghiozzo paganello
- Latterino
- Leccia
- Mormora
- Nono
- Ombrina
- Orata
- Ostrica
- Salpa
- Sarago maggiore
- Scorfano
- Seppia
- Sogliola
- Triglia

### Specie animali terrestri
- Airone bianco maggiore
- Airone cenerino
- Cardellino
- Cavaliere d'Italia
- Cigno reale
- Civetta
- Cormorano
- Falco di palude
- Folaga
- Gabbiano reale
- Gallinella d'acqua
- Garzetta
- Gazza
- Germano reale
- Gheppio
- Martin pescatore
- Marzaiola
- Merlo
- Moriglione
- Passera d'Italia
- Pettirosso
- Piro piro piccolo
- Rondine
- Sterna comune
- Storno
- Svasso maggiore
- Tuffetto